# Mangalagiri
Mangalagiri este un oraș în India.